# 大道芸人GEN
大道芸人GEN（ジェン）（だいどうげいにんジェン）は、日本の大道芸人である。
1999年にデビューした大道芸人で、サーカス芸を使ったコメディーパフォーマンスを行う。
ソロパフォーマンスでは、ヘブンアーティストの登録パフォーマーとして活動している。
グループショーを好み、作ったグループショーの数は100を超える。

## 芸風
サーカス芸をコメディーで見せていく大道芸人で、コミュニケーション能力の高いパフォーマンスを行う。

## 主な演目
- 椅子倒立
- ジャイアントバルーン
- ジャグリング
- ファイヤーショー

## 略歴
1999年に大道芸デビューする。
大道芸人としての活動と、クラウンとしての活動を行う。
サーカス学校でサーカス芸を学び、アクロバットコメディのジャンルを確立する。
HMC(ハッピーメリーカンパニー)を立ち上げ、活動の幅を広げる。
2021年3月から『宇都宮動物園 大道芸イベント』を開始し、企画運営を担当している。

## グループショー

### 現在活動中
ハッピーメリーサーカスという出張サーカスの主催者で、団長を務めている。
アルジェントさーかすという二人組の大道芸ユニットを行っている。

### 過去の代表作
アクロバットコメディ　Tim Tam　(大道芸ワールドカップin静岡　ON部門出演)
GちょこMarbleマーブル　(フランスナンテールで行われたフェスティバルに招待され高評価を受ける。ワシントンさくら祭り100周年記念イベントにヘブンアーティスト代表として出演)
ツィルクロータス　(サーカスレヴューショーのグループでハッピーメリーサーカスの原型ともいえる。)

## 情報発信
大道芸・サーカス・クラウン(道化師)などのパフォーマンスをもっとメジャーな娯楽にするためにアルジェントさーかすのブログで情報発信をしている。